# Montefredane
Montefredane ist eine italienische Gemeinde mit 2132 Einwohnern (Stand 31. Dezember 2023) in der Provinz Avellino in der Region Kampanien.

## Geografie
Die Nachbargemeinden sind Avellino, Grottolella, Manocalzati, Prata di Principato Ultra, Pratola Serra und Capriglia Irpina. Die Ortsteile lauten Alimata (Frazione Gaita), Arcella, Boscomagliano (o Bosco Magliano) und Montefredane.